# 刺蝟的優雅

电影海报

《刺猬的优雅》（法語：L'élégance du hérisson），是由法国小说家、哲学教授妙莉葉·芭貝里撰写的小说。该书讲述了一位看门人蕾妮·米歇尔（Renée Michel）的生活故事，寓意為在陌生的城市裡，每個人都不自覺地偽裝，卻同樣渴望被了解。
2008年，法國編劇兼導演蒙娜·阿夏雪（Mona Achache） 將其改編並拍攝為電影作品《刺蝟》，於次年公開上映。

## 同名电影

### 故事简介
11歲的芭洛瑪父母很有錢，他们住在巴黎的高級公寓裡。但是芭洛瑪认为自己就是困在金魚缸裡的鱼。就像那些大人，在同一個玻璃缸裡，過完他們看似光采的一生。因此她決定在12歲生日那天結束生命（吞下大劑量藥物）。她拿起DV拍下身邊的人，以證明大人世界的荒謬，足夠合理成為她要離開這世界的理由。
中年女門房荷妮又矮又胖，外表普通裝扮樸素，在上流社會的孔雀世界裡，她像隻冷漠的刺蝟。陪她過日子的，只有一隻胖懶貓。長久以來，她并不引人注目和关心，甚至公寓裡的住户。不過，芭洛瑪覺得荷妮是公寓裡活的最有意义的人，她簡直崇拜荷妮甚至有想做門房的念头。
公寓來了位日本新住客—謎樣的小津先生。他的到来，改變了荷妮的生活状态，而DV鏡頭下的荷妮顯得柔軟優雅。似乎那樣的荷妮彷彿是一直存在著，如今被溫柔地喚醒…
不过荷妮的优雅日子并没有过的很长久，有一天她在公寓门前被车撞上而离去。她的死让芭洛玛很悲伤，她第一次感受到死亡带来的悲伤，这让芭洛瑪认识到自己的自杀计划是愚蠢的： 原来死亡并不只是平常的事。

### 情节分析
芭洛玛自杀的想法实际是对母亲及其家人生存意义的嘲讽：“这样的活着毫无意义，不如死了算了。”玻璃鱼缸实际代表的不是生活空间的局限，而是人心灵的局限，金鱼被她毒死放进马桶冲掉却在荷妮的马桶里复活，是芭洛玛内心的真实情感体验。荷妮，一个外表粗鲁的看门人，却有着一间堆满藏书和影碟的密室，是荷妮让她看到了生命的意义——无关身份和地位，而是内心的丰满和生动才使生命有了温度，也才会有爱与被爱的能力。荷妮的死更加深了芭洛玛对生命的感受，改变了她对死亡所持的观点，是荷妮让救了她。法国电影，总是充满优雅、智慧、幽默，哪怕是一部反映底层人的悲剧，也充满了浪漫的色彩，苛刻的讽刺通过幽默轻巧的方式优雅的划过......这正是法国文化的迷人之处。

### 电影資訊
- 导演: Mona Achache
- 编剧: Mona Achache
- 主演: 乔丝安·巴拉思科/Garance Le Guillermic/伊川东吾/安妮·波诺什/阿丽亚娜·阿斯卡里德
- 国家: 法国/意大利
- 语言: 法语/日语
- 片长: 100分钟
- 上映日期: 2009-07-03
- 官方网站: http://www.leherisson-lefilm.com （页面存档备份，存于）
- 又名: The Hedgehog
- IMDb: tt1442519[1]